# Hydroxypropylguarhydroxypropyltrimethylammoniumchlorid
Hydroxypropylguarhydroxypropyltrimethylammoniumchlorid (INCI-Bezeichnung HYDROXYPROPYL GUAR HYDROXYPROPYLTRIMONIUM CHLORIDE) ist ein quartäres Ammoniumsalz, das in kosmetischen Produkten Verwendung findet. Die Substanz zählt zu den Polymeren. Die zugehörige CAS-Nummer lautet 71329-50-5.

## Herstellung
Ausgehend von Guarkernmehl (Hauptbestandteil: Guaran) wird durch alkalisch katalysierte Veretherung mit Propylenoxid zunächst Hydroxypropylguaran gewonnen, das in einem weiteren analogen Schritt mit Glycidyltrimethylammoniumchlorid zum Endprodukt reagiert. Die dadurch erzeugten Etherfunktionen sind unspezifisch auf die Sauerstofffunktionen des Polysaccharids verteilt.

## Verwendung
Der Stoff findet sich vorwiegend in kosmetischen Rezepturen, darunter vor allem in Haarwaschmitteln, Duschgelen und Schaumbädern. Hier wirkt er haarkonditionierend und antistatisch. Hydroxypropylguarhydroxypropyltrimethylammoniumchlorid soll dabei vor allem für eine gute Kämmbarkeit und ein weiches Hautgefühl sorgen. Es wird weiterhin als Schaumbildner eingesetzt und weist eine mittelmäßige bis gute Hautverträglichkeit auf.

## Toxikologie
Die mittlere letale Dosis LD50 beträgt  12 g·kg−1 bei peroraler Verabreichung an Ratten. Im Versuch traten Benommenheit, Hypoventilation und Zittern auf.